# Książę grzmotów
Książę grzmotów (kor. 흑룡왕과비호동자 Heukryong wanggwa biho dongja, ang. Thunder Prince) – koreański film animowany z 1982 roku.
W Ameryce film ten został wydany w języku angielskim przez Adda Audio Visual Ltd. – przez hongkońskiego producenta Josepha Lai pod nazwą Thunder Prince, wersja ta trafiła do Europy i na niej oparte były późniejsze tłumaczenia na inne języki, m.in. niemiecki i grecki. W Polsce wersja amerykańska została wydana na kasetach VHS z lektorem i angielskim dubbingiem pod tytułem Książę grzmotów. W USA film został wydany także na DVD przez Digiview Entertainment.

## Wersja polska
Książę grzmotów (ang. Thunder Prince) – wersja wydana na VHS. Dystrybucja Elgaz.